# Igloo Hill
Igloo Hill är en kulle i Antarktis. Den ligger i Västantarktis. Argentina, Chile och Storbritannien gör anspråk på området. Toppen på Igloo Hill är 280 meter över havet.
Terrängen runt Igloo Hill är kuperad söderut, men åt nordväst är den platt. Havet är nära Igloo Hill norrut. Trakten är obefolkad. Det finns inga samhällen i närheten. 